# Chapelle Notre-Dame-de-Montserrat de Rio de Janeiro
Pour les articles homonymes, voir Chapelle Notre-Dame.
 (janvier 2022).

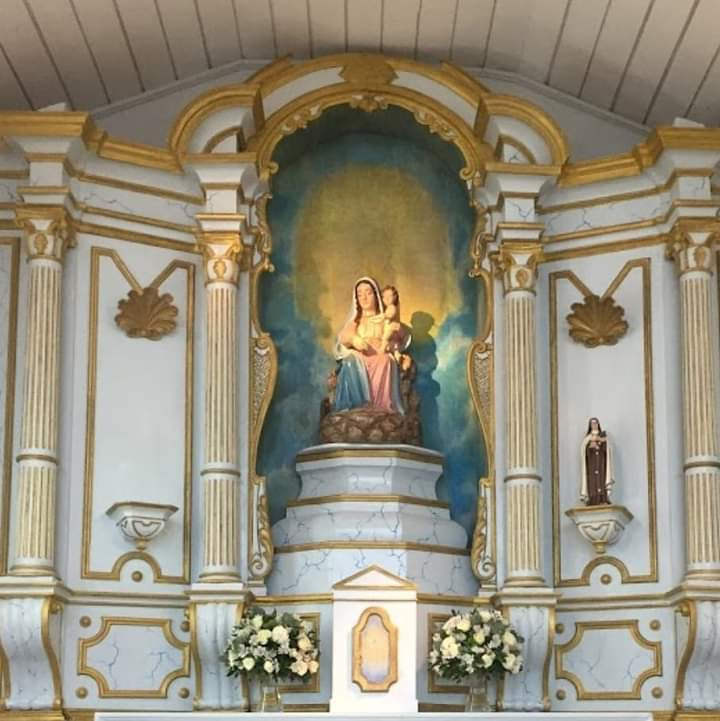
L'autel de l'église.

La chapelle Notre-Dame de Montserrat ou Église Notre-Dame de Montserrat est une chapelle située dans le quartier Vargem Pequena, à l'ouest de la ville de Rio de Janeiro, à 130 m d'altitude. Inscrite au Patrimoine Historique et Artistique, elle a été surnommée le Joyau de l'Empire pour sa beauté,,,,,,,,,.

## Histoire
Elle a été fondée en 1732 sur des terres appartenant à des moines bénédictins, dans l'actuel quartier de Vargem Grande, limitrophe de Vargem Pequena.
Après une tempête de vent, l'endroit où se trouvait l'image de Notre-Dame de Montserrat, l'église de Nossa Senhora do Pilar, à Vargem Grande, a été démolie. Ensuite, la chapelle a été reconstruite à Vargem Pequena, avec le nouveau nom, en référence au saint.

## L'image de Notre-Dame de Montserrat
L'image originale en bois a été transportée au monastère de São Bento (Rio de Janeiro), après qu'ait été dénoncé l'état de conservation de l'église, qui a été abandonnée.